# Funmi Tejuosho
Adefunmilayo Tejuosho (nhũ danh Smith) (sinh ngày 25 tháng 3 năm 1965) là một chính trị gia người Nigeria và là người một nhiệm kỳ thứ tư Lagos State House of Assembly nhà lập pháp, đại diện Mushin Cử tri I. Cô là chủ tịch của Nhà nước Nhà Lagos của Ban hội về Tài chính.

## Đời sống
Tejuosho được sinh ra tại bang Lagos trong gia đình Ademola Smith  một nhà dịch tễ học làm việc cho chính phủ Nigeria. Bà theo học tại trường Đại học Nhân viên Lagos, Akoka, Queen's College, Lagos và hoàn thành chương trình giáo dục trung học ở West Virginia. Sau trung học, bà theo học Đại học West Virginia, nơi bà học môn Sinh học. Sau đó bà đã lấy được bằng Luật từ Đại học Buckingham. Tejuosho có bằng tiến sĩ trong luật từ Đại học Lagos.
Trong năm phục vụ thanh thiếu niên, bà là một giáo viên tại trường cũ của mình, Trường Nữ hoàng, Yaba. Sau khi gọi đến, bà tham gia các dịch vụ của Ademola Odunsi & Co. Năm 1996, bà là thành viên của Phong trào Dân chủ Grassroot dưới thời chính quyền Abacha tồn tại trong thời gian ngắn và là ứng cử viên của Hạ viện cho dự án dân chủ đa bị hủy bỏ. Khi bắt đầu nền Cộng hòa thứ tư, bà gia nhập Liên minh vì Dân chủ. Năm 2003, bà đã được bầu vào Hội đồng Nhà nước của bang Lagos để đại diện cho Quốc hội Mushin I. Trong hội nghị, Tejuosho đã tài trợ cho dự luật mà sau này được gọi là Luật Bảo vệ Nhà nước chống lại Bạo lực Gia đình năm 2007. Luật pháp ban hành lệnh bảo vệ cho các nạn nhân của bạo lực gia đình từ những kẻ áp bức họ. Bà đã được truyền cảm hứng để viết bản thảo dự luật bằng một bài báo về bạo lực gia đình mà bà đã viết cho chương trình LLM của mình tại Đại học Lagos.
Bà tiếp tục giữ nhiều chức vụ và chức vụ khác nhau trong Nhà, bao gồm Phó Chánh văn phòng, Phó Chủ tịch và Chủ tịch, Ủy ban Tài chính của Hội đồng Nhà nước.
Bà được đề cử làm phó diễn giả năm 2007 nhưng bị luận tội năm 2009. Sau khi luận tội, một loạt các cuộc điều tra đã được tiến hành để xác định trình độ học vấn của người kế nhiệm và một số người buộc tội bà nhưng kết quả của các cáo buộc đã không được công bố.

## Cuộc sống cá nhân
Bà kết hôn với Omoba Kayode Tejuosho của gia đình hoàng gia Tejuosho của bang Ogun, Nigeria. Họ cùng nhau có bốn đứa con.